# USS LST-617
O USS LST-617 foi um navio de guerra norte-americano da classe LST que operou durante a Segunda Guerra Mundial.